# جسر قوسي جملوني

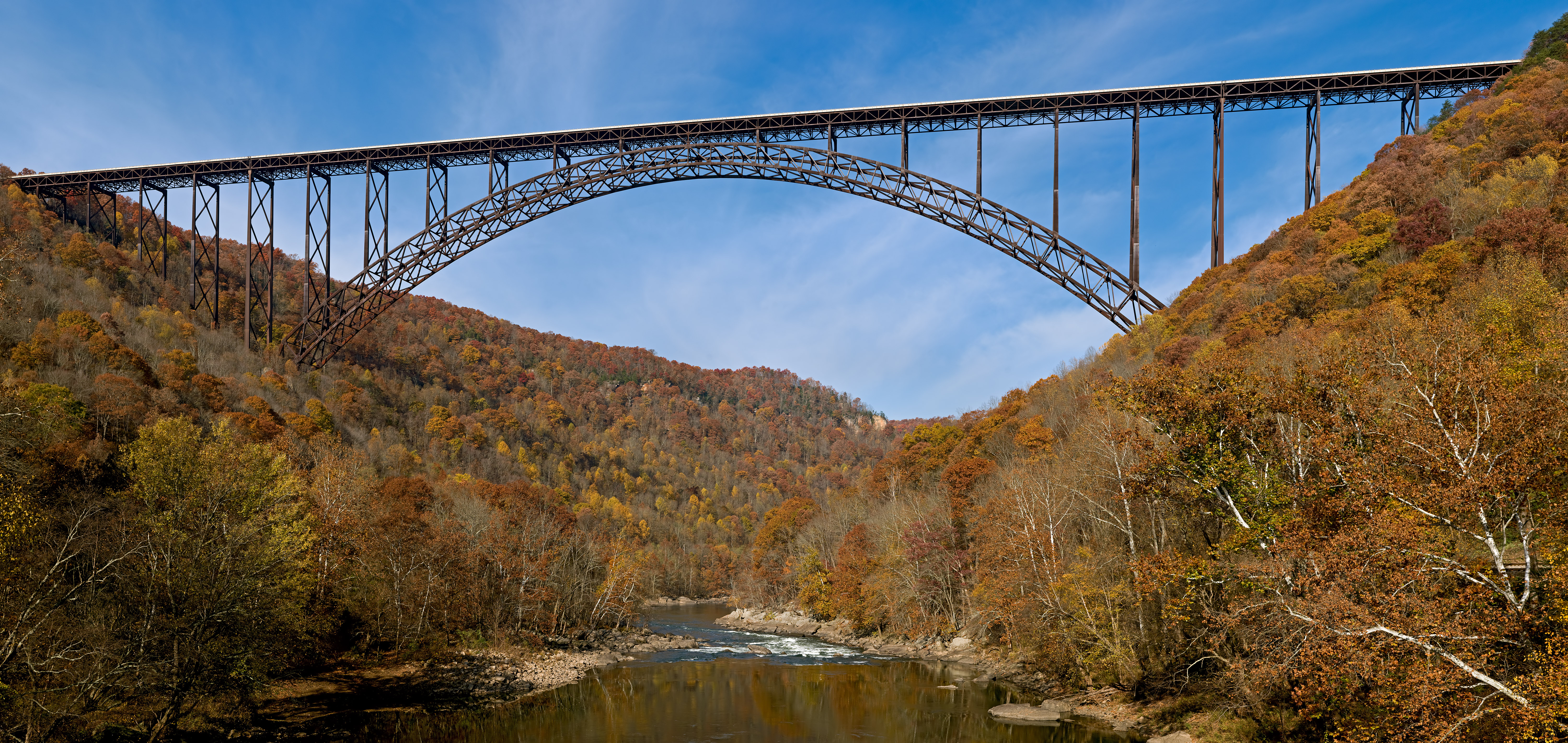
جسر نيو ريفر جورج في فايتفيل، فيرجينيا الغربية.

جسر مقوس جملوني (بالإنجليزية: Truss arch bridge) هو أحد أنواع الجسور، يجمع بين عناصر الجسر الجمالوني و الجسر القوسي. يعتمد الأداء الفعلي للقوى فيه على التصميم، وبالتالي هناك عدة أنواع منه مثل three-hinged arch كجسر أيرون، و Two-hinged arch كجسر القمر، بالإضافة إلى أنواع أخرى.

## أمثلة معتبرة

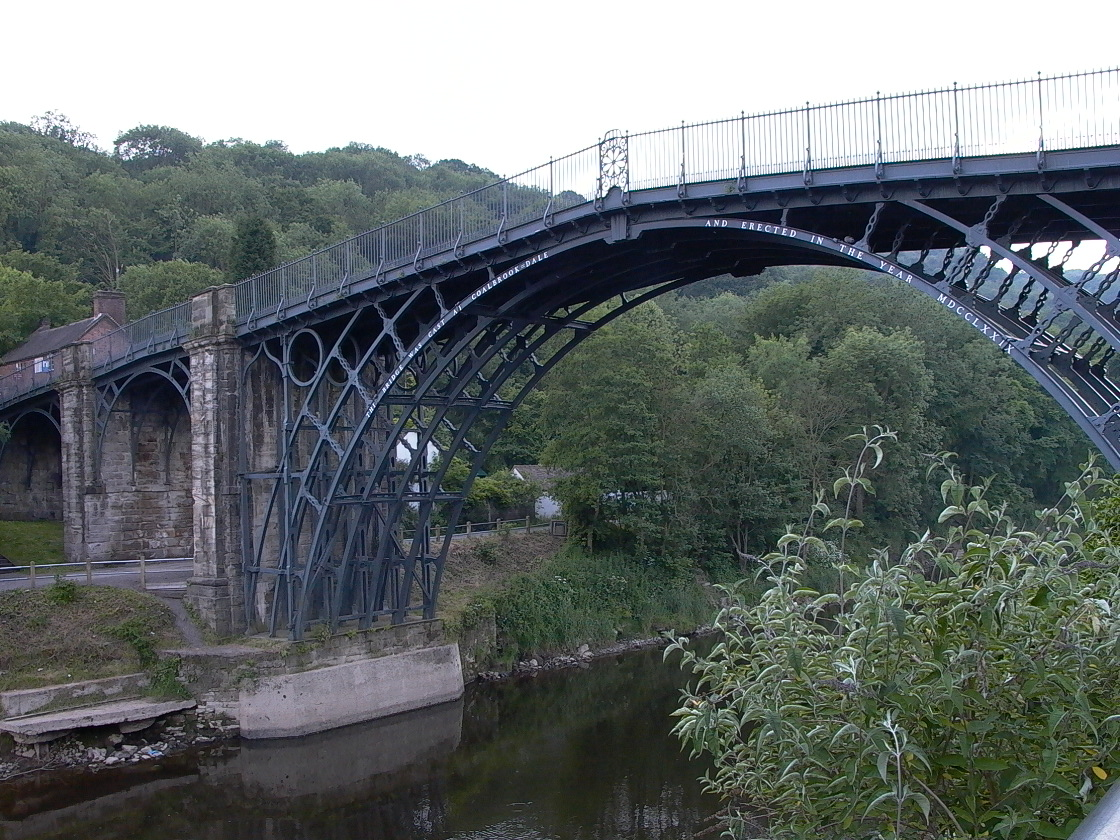
جسر أيرون، جسر جملوني من نوع three-hinged arch وأول جسر حديدي
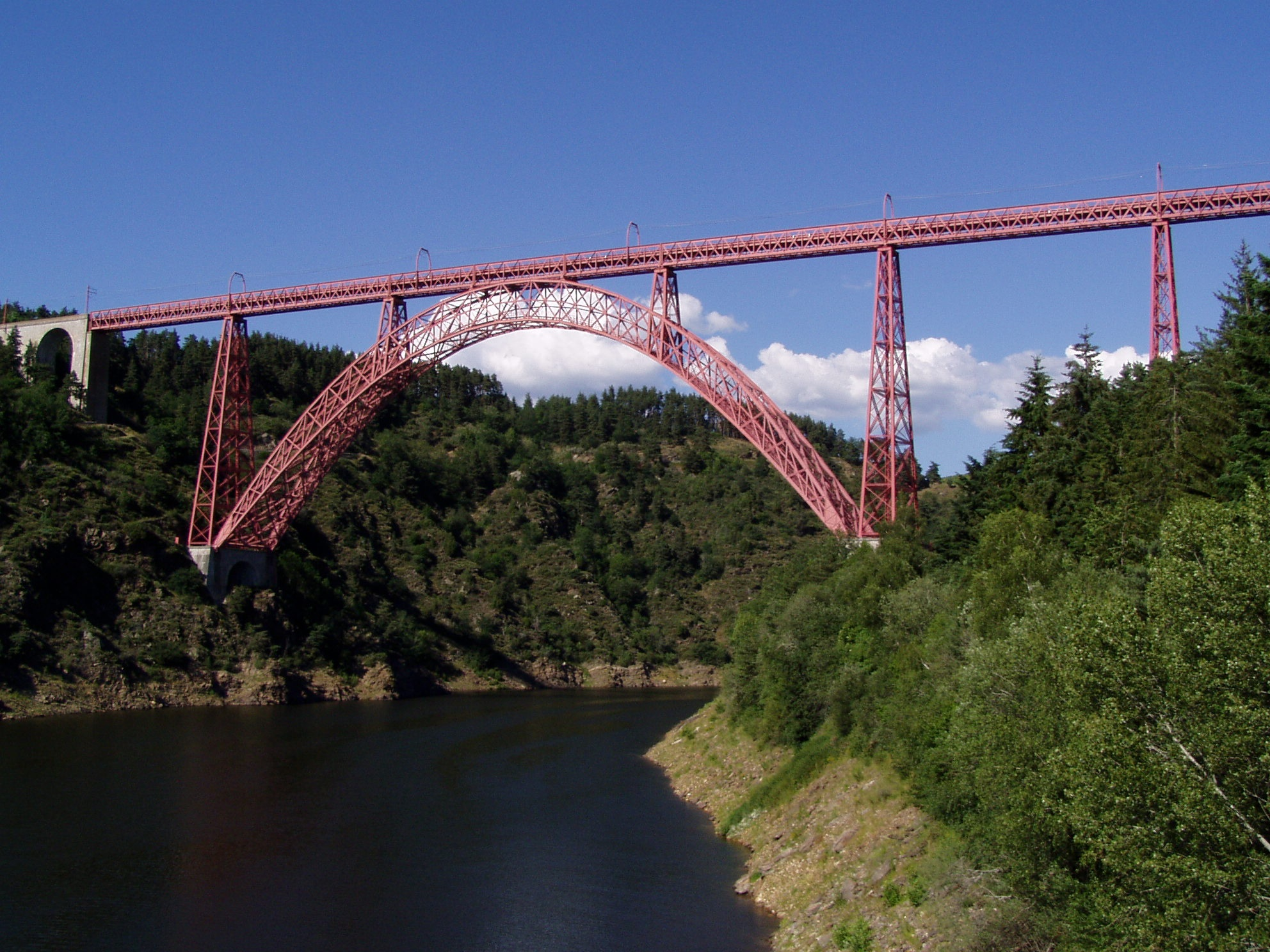
جسر جملوني من نوع thrust arch type